# Pierre Martin Ngô Đình Thục

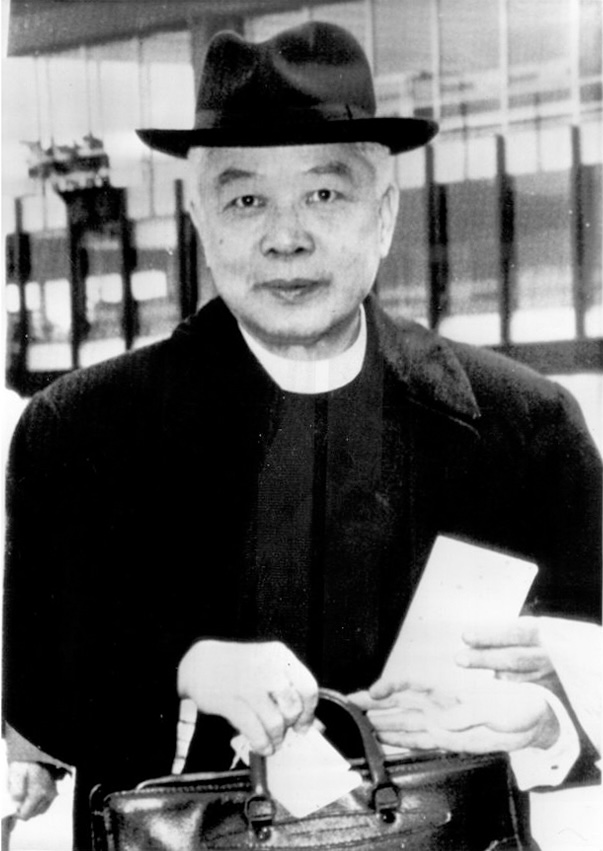

Pierre Martin Ngô Đình Thục (Spreek: Ngo Din Thoek) (6 oktober 1897 – 13 december 1984) was de rooms-katholieke aartsbisschop van Huế in Vietnam. Hij was de broer van de Vietnamese president Ngô Đình Diệm en diens politiek adviseur Ngô Đình Nhu.
Hij werd in 1929 tot priester gewijd en in 1938 tot bisschop geconsacreerd, met apostolische volmachten, verleend door Pius XI. Hij had voor en na zijn priesterwijding verschillende doctorstitels, onder meer kerkelijk recht, filosofie, letterkunde en theologie, behaald.
Hij nam deel aan het Tweede Vaticaans Concilie (1962-1965) en stond aanvankelijk niet bekend als een bewuste traditionalist. Hij accepteerde het Concilie. Door de oorlog in Vietnam en de moord op zijn broer Ngô Đình Diệm, zag Thục zich echter verplicht in Rome te blijven. Dit deed hij, hoewel zijn financiële situatie erbarmelijk was. 
In 1976 werd hij overgehaald om in El Palmar de Troya een groep mannen rond Clemente Domínguez y Gómez, een Spaanse zelfgeproclameerde ziener, tot bisschop te wijden zonder mandaat van het Vaticaan. Hij werd hiervoor door Paulus VI geëxcommuniceerd. Hij vroeg vergiffenis aan Paulus VI en brak alle banden met de Palmariaans-Katholieke Kerk.
Vanaf 1981 tot zijn overlijden in 1984 zou hij in Frankrijk echter verschillende mannen tot bisschop wijden voor sedisvacantistische groepen katholieken. Hij gebruikte hierbij de traditionele Latijnse ritus van bisschopswijdingen van voor 1968. Hij gaf zelf een verklaring af, waarin hij proclameerde, dat Johannes-Paulus II door de ketterij van modernisme ipso facto het pausschap verloren had. Volgens Thục was de Heilige Stoel dus onbezet, of bezet door een ongeldige pontifex. Door bisschoppen en priesters te wijden, waaronder hoogst merkwaardige en twijfelachtige individuen, raakte hij omstreden, zelfs onder aanhangers van het sedisvacantisme. In 1983 excommuniceerde het Vaticaan hem opnieuw vanwege drie bisschopswijdingen zonder toestemming. In 1984 overleed hij in een Vietnamees klooster in de Amerikaanse staat New York onder onduidelijke omstandigheden. Het Vaticaan publiceerde bij zijn overlijden een verklaring, dat Thục vlak voor zijn heengaan Johannes-Paulus II om vergiffenis had gevraagd, dus mogelijk heeft hij het sedisvacantisme wederom afgezworen. 
Vele katholieke priesters en bisschoppen van deze traditionalistische substroming, leiden hun wijdingen op Thục terug.
Hoewel vele tegenstanders van Thục beweren, dat zijn wijdingen ongeldig zouden kunnen zijn, is deze bewering reeds door vele auteurs weerlegd. Bovendien erkende het Vaticaan reeds geestelijken van de Thục-linie als geldige priesters en bisschoppen (Seiwert-Fleige). De wijdingen en dus de sacramenten toegediend door deze clerici zijn "geldig, maar ongeoorloofd." 